# Європейське бюро стандартизації для ремесел, малих і середніх підприємств
Європейське бюро стандартизації для ремесел, малих і середніх підприємств (англ. European Office of Crafts, Trades and Small and Medium-sized Enterprises for Standardisation; NORMAPME) — міжнародна європейська неурядова організація, яка була утворена 1995 року з метою інформування національних і галузевих організацій ремісницького виробництва з питань стандартизації, залучення їх до участі в роботі зі стандартизації, а тим самим полегшення виходу на ринок ЄС малим і середнім підприємствам. Підтримувалась Європейською комісією.
У 2013 році діяльність була тимчасово призупинена, а в 2014 році організація була остаточно ліквідована.

## Члени-засновники
- Європейський союз ремесел, малого і середнього підприємництва
- Організація молодих підприємців ЄС
- Європейська конфедерація будівельників
- Європейський союз підприємств металообробки та ін.